# Belchalwell
Belchalwell är en by i civil parish Okeford Fitzpaine, i kommunen Dorset, i grevskapet Dorset i England. Byn är belägen 21 km från Dorchester. Belchalwell var en civil parish fram till 1885 när blev den en del av Okeford Fitzpaine och Fifehead Neville. Civil parish hade 169 invånare år 1891.